# Laure Pequegnot
Laure Pequegnot (Échirolles, 30 de septiembre de 1975) es una deportista francesa que compitió en esquí alpino.
Participó en tres Juegos Olímpicos de Invierno, entre los años 1998 y 2006, obteniendo una medalla de plata en Salt Lake City 2002, en la prueba de eslalon,.
Ganó una medalla de bronce en el Campeonato Mundial de Esquí Alpino de 2005, en la prueba de equipo mixto. En la Copa del Mundo consiguió tres victorias y ocho podios en total.

## Palmarés internacional
| Juegos Olímpicos   | Juegos Olímpicos                | Juegos Olímpicos  | Juegos Olímpicos |
| Año                | Lugar                           | Medalla           | Prueba           |
| ------------------ | ------------------------------- | ----------------- | ---------------- |
| 2002               | Salt Lake City (Estados Unidos) | Medalla de plata  | Eslalon          |
| Campeonato Mundial |                                 |                   |                  |
| Año                | Lugar                           | Medalla           | Prueba           |
| 2005               | Bormio (Italia)                 | Medalla de bronce | Equipo mixto     |